# Truman Henry Safford
Truman Henry Safford (6 de enero de 1836 - 13 de junio de 1901) fue un prodigio calculador estadounidense. Posteriormente fue director de observatorio.

## Biografía
Safford nació en Royalton, Vermont, el 6 de enero de 1836. A temprana edad atrajo la atención del público por sus notables habilidades de cálculo. A los nueve años, un sacerdote local le pidió que multiplicara 365.365.365.365.365.365 por sí mismo. En menos de un minuto, Truman dio la respuesta correcta de 133.491.850.208.566.925.016.658.299.941.583.225 sin papel. Alrededor de esta edad, también desarrolló una nueva regla para calcular las salidas y configuraciones de la Luna, tomando un cuarto del tiempo del método existente.
A diferencia de muchos otros prodigios calculadores, Safford no ofreció exhibiciones públicas. Fue al Harvard College donde estudió astronomía. Durante su tiempo en Harvard, formó parte de la clase fundadora del capítulo Rho de la fraternidad Zeta Psi. Se convirtió en el segundo director del Observatorio Hopkins en Williams College, el observatorio astronómico más antiguo existente en los Estados Unidos. Safford sirvió como director del Observatorio hasta su muerte.
En 1894, Safford tuvo un derrame cerebral. Murió el 13 de junio de 1901 en 112 Broad Street en Newark, Nueva Jersey, donde vivía con su hijo.

## Legado
El Fondo Safford para investigadores estudiantiles del Williams College fue creado por sus descendientes para honrarlo. Un retrato de él como un niño prodigio cuelga en el Museo de Astronomía Mehlin del Observatorio Hopkins, adyacente al Planetario Milham. Sus habilidades de cálculo naturales parecían disminuir con la edad.

## Otras lecturas
- The Remarkable 'Lightning Calculator,' Truman Henry Safford, Harvard Magazine, vol. 85 (1982), pp. 54–56. Co-author: K.R. Lewis.
- Describes his agitation at calculating
- Hopkins Observatory
- "Obituary: Truman Henry Safford," The Observatory, vol. 24 (1901), pp. 307–309, http://adsabs.harvard.edu/full/1901Obs....24..307
- "The Celebration of the Semi-Centennial of the Chicago Astronomical Society and the Dedication of a Tablet to the Memory of Truman Henry Safford," Popular Astronomy, vol. 21 (1913), pp. 473–479, http://adsabs.harvard.edu/cgi-bin/nph-data_query?bibcode=1913PA.....21..473F&link_type=ARTICLE&db_key=AST&high=4e8047f40e10119
- "Truman Henry Safford", Science, Volume 14, Issue 340 (1901), pp. 22–24, http://adsabs.harvard.edu/cgi-bin/nph-data_query?bibcode=1901Sci....14...22J&link_type=EJOURNAL&db_key=GEN&high=4e8047f40e10119

- Datos: Q7847711
- Multimedia: Truman Henry Safford / Q7847711